# Smeldingi
Gli Smeldingi erano un popolo degli slavi occidentali che nel IX secolo si insediò nell'area ad est del fiume Elba del Meclemburgo sud-occidentale nell'attuale Germania nord-orientale.
Gli Smeldingi sono citati da varie fonti storiche. Il Geografo bavarese nella Descriptio civitatum et regionum ad septentrionalem plagam Danubii, indica una popolazione chiamata Smeldingon e posta accanto ai Linoni, Bethenici e Morizani. Altre citazioni si trovano negli annali franchi relativi agli anni 808 e 809 e nella Chronicon Moissiacense per l'anno 809.
L'area di insediamento degli Smeldingi si trovava ad oriente dell'Elba, nella zona compresa fra i fiumi Elba, Elde e Roegnitz. Il loro principale insediamento viene chiamato Connoburg nella Chronicon Moissiacense. Molto si è discusso su dove fosse Connoburg. Inizialmente si è pensato a Conow, lungo il corso inferiore del fiume Elde, ove si trovava il castello di Menkendorf nell'attuale comune di Grebs-Niendorf. Studi più recenti hanno tuttavia evidenziato che la collocazione del castello di Connoburg potrebbe essere nell'attuale Friedrichsruhe, indicando quindi come collocazione degli Smeldingi l'area del circondario di Parchim.
Agli inizi del IX secolo l'area in cui risiedevano gli Smeldingi era dominata dagli slavi Obodriti, che, grazie all'alleanza con Carlo Magno nella guerra contro i Sassoni, avevano guadagnato prestigio e territori. Nell'804 il capo degli Obodtiti, Drasco, venne nominato, con l'appoggio di Carlo Magno, Samtherrscher, accrescendo quindi la sua influenza su tutta la federazione Obodrita.
L'accresciuta importanza degli Obodriti attirò l'attenzione e preoccupazione dei popoli vicini e nell'808 il re danese Gudfred, alleatosi con i Veleti, da sempre nemici degli Obodriti, sbarcò sulla costa del Baltico e distrusse il centro commerciale obodrita di Reric e i territori circostanti. Gli Smeldingi videro in questo l'occasione per liberarsi dal giogo Obodrita e si allearono a loro volta con i Veleti e i Linoni contro gli Obodriti. Carlo Magno inviò suo figlio Carlo il Giovane in soccorso di Drasco, ma questi arrivò troppo tardi per supportare gli obodriti, e attraversata l'Elba, poté solo saccheggiare i territori degli Smeldingi e dei Linoni, facendo poi ritorno nella Sassonia franca.
Nell'809 Drasco riuscì a mettere in piedi un esercito con uomini della sua tribù e con il supporto dei sassoni attaccò il territorio dei Veleti raccoglendo un imponente bottino. Successivamente, sempre con il supporto dei sassoni effettuò una incursione nel territorio degli Smeldingi conquistando il loro centro maggiore Connoburg. Dopo questo evento, gli Smeldingi non sono più menzionati negli annali franchi. È possibile che questo sia dovuto al fatto che, come anche altre piccole popolazioni slave, essi vennero assorbiti dagli Obodriti o loro sottogruppi (Warnabi).